# Орхон (Булган)
Орхо́н (монг. Орхон) — сомон аймака Булган, Монголия.
Центр сомона — усадьба Мандал находится в 496 километрах от города Булган и в 216 километрах от столицы страны — Улан-Батора.
Развита сфера обслуживания, есть школа и больница.
В 6 километрах к юго-западу от центра сомона находится бывшая военная база Советской Армии (48°35′33″ с. ш. 103°25′19″ в. д.).

## География
В сомоне много просторных долин и рек Орхон, Сээр, Бийр, Могой, Шувуут, Залуу, Зуйл; горы Халиун, Булган, Мээж достигают в высоту до 2098 метров. Здесь водятся медведи, олени, кабаны, косули, белки, зайцы и др.
Климат резко континентальный. Средняя температура января −22°С, июля +16,5°С. Годовая норма осадков составляет 300—350 мм.
Имеются запасы бирюзы, хрусталя, железа, меди, каменного угля, известняка.